# Oglu, das freche Drachenmonster
Oglu, das freche Drachenmonster (niederl.: Als je begrijpt wat ik bedoel) ist eine niederländische Comicverfilmung. Der Film basiert auf den Tom Puss-Comics von Marten Toonder, die Geschichte basiert auf dem Comic De Zwelbast aus dem Jahr 1957. Der Film wurde am 3. Februar 1983 veröffentlicht.

## Handlung
In einer stürmischen Nacht liest der Hund und Butler Josef ein Buch, in dem es heißt, dass Stürme durch Drachen verursacht werden. Er weckt den Besitzer des Schlosses, einen Bären namens Oliver Bommel, um ihn zu fragen, ob das wahr ist. Der skeptische Oliver liest versehentlich einen Zauber, der einen Drachen in ihrem Garten heraufbeschwört, ohne dass er ihn sieht. Nach dem Sturm sehen die beiden den Drachen auf dem Boden und Josef geht zum Nachbarn Fellitas, um ihm alles zu erzählen. Auf der Suche nach Beweisen für die Ankunft des Drachen finden Josef und Fellitas ein kugelförmiges Objekt und bringen es zu Oliver, der davon ausgeht, dass es sich um einen Wasserball handelt. 
In einer Bar planen die Banditenhunde Ganove und Ganove einen Raub bei einer Party, die am nächsten Abend bei Oliver zu Hause stattfinden soll. Beide wurden als Torwächter angeheuert. Am nächsten Morgen öffnet sich der Wasserball, aus dem ein Drache kommt und Oliver für seinen Vater hält. Oliver nennt den Drachen Oglu – wie seinen Urgroßvater. Später versuchen Josef und ein Gänserich namens Wiggel Waggel, die kürzlich als Partykellner eingestellt wurde, Oglu zu baden. Da die Drachen jedoch Bäder hassen, wird Oglu riesig und aggressiv. Während Josef Oliver davon erzählt, wird Oglu wieder normal groß. Oliver glaubt daher, dass die beiden übertreiben und Oglu ein harmloses Kind ist. Bevor die Party beginnt, bringt Oliver Oglu ins Bett. Der Drache aber leert sein Kissen und füllt den Bezug mit verschiedenen Gegenständen, die er im Schloss findet, während die beiden Banditen heimlich die Gäste bestehlen. Inzwischen liest Fellitas, dass Drachen von süßen Speisen und hellen Gegenständen angezogen werden. Deshalb geht er auf die Party und versucht, Oliver zu warnen. Doch der Bär enthüllt ungewarnt das Buffet, das bereits von einem monströsen Oglu überfallen wird und der den Gästen daraufhin das raubt, was sie noch haben. Mit Hilfe von Fellitas kann Oliver Oglu wieder in seine kleine Form verwandeln und versucht die Gäste zu beruhigen. Der Drache sei doch noch ein Kind und habe nur Wachstumsschmerzen. Der örtliche Arzt will Oglu am nächsten Morgen behandeln.
So bringt Oliver Oglu in die Klinik, aber die beiden Banditen entführen den Drachen und rauben mit ihm eine Bank aus. Als Oliver den riesigen Oglu aufzuhalten versucht, packt ihn dieser und rennt mit ihm in die Berge. Am nächsten Tag wacht Oliver in einer Höhle auf. Fellitas findet ihn und will Oliver überzeugen, Oglu über die Nebelberge zu schicken. Oliver weigert sich und Oglu verjagt sie. Bald darauf wird Oglu, der sich auf die Suche nach Nahrungsmitteln begeben hatte, wegen seiner Beteiligung am Bankraub verhaftet. Bürgermeister Dicksack vereinbart mit Oliver, Oglu in den Zirkus zu bringen, unter der Voraussetzung, dass es dem Drachen zuliebe ist. Als Oglu in das Gefängnis eindringt und versucht, Oliver zu befreien, sagt der Bär, dass er nicht mehr sein Vater sein kann. So kehrt Oglu zu der Größe zurück, die er bei der Geburt hatte, und verlässt das Gefängnis. Oliver geht nach Hause und Oglu wird in den Zirkus gebracht, der von den beiden Banditen und Wiggel präsentiert wird.
Bei der Eröffnung des Zirkus ziehen und drücken Ganove und Wiggel Oglu in den zentralen Ring. Oliver kommt im Zirkus an und stoppt die Nummer. Er schießt mit seinem Gewehr in die Luft und erschreckt die Menge. Oglu wächst und wird wieder aggressiv. Das Chaos zerstört den Zirkus und die Banditen versuchen zu entkommen, aber Oglu hält sie auf. Er bringt Oliver zurück zu den Bergen, aber der Bär sagt ihm, dass er gewachsen ist und über die Berge zu seinen Artgenossen zurückkehren muss. Oglu hört den Ruf eines anderen Drachen und verabschiedet sich. Während Oliver mit seinen Freunden speist, verbrennt Josef das Buch, mit dem alles begann, und Wiggel geht in die Berge, um ein Drachenei für sich selbst zu suchen.

## Synchronisation
| Rolle                    | Originalsprecher      | Deutsche Sprecher   |
| ------------------------ | --------------------- | ------------------- |
| Oliver B. Bommel         | Fred Benavente        | Manfred Erdmann     |
| Fellitas                 | Trudy Libosan         | Inez Günther        |
| Josef                    | Luc Lutz              | Michael Habeck      |
| Bürgermeister Dicksack   | Lo van Hensbergen     | Walter Reichelt     |
| Kommissar Johann Bulldoz | Joan Remmelts         | Norbert Gastell     |
| Bluthund Schnüffel       | Sacco van der Made    | Michael Rüth        |
| Ganove                   | André van den Heuvel  | Donald Arthur       |
| Ganove                   | Gees Linnebank        | Willi Röbke         |
| Reporter Argus           | Arnold Gelderman      |                     |
| Chefredakteur Stoßzahn   | Will Van Selst        | Hartmut Neugebauer  |
| Händler                  | Paul Haenen           |                     |
| Frl. Kinkerlitzchen      | Tonny Huurdeman       | Inez Günther        |
| Frau Bulldoz             | Tonny Huurdeman       | Eva-Ingeborg Scholz |
| Frau Dicksack            | Elly Van Stekelenburg |                     |
| Frau Stoßzahn            | Elly Van Stekelenburg | Monika John         |
| Krankenschwester         | Maya Bouma            | Gisela Matt         |
| Wiggel Waggel            | Harrie Geelen         | Oliver Grimm        |
| Nachrichtensprecher      | Fred Emmer            |                     |
| Prof. Dr. Nervenzwicker  | Ger Smit              | Gerd Wiedenhofen    |
| Marquis von Gockelhahn   | Ger Smit              | Paul Bürks          |

## Veröffentlichung
Der Film kam am 3. Februar 1983 in die niederländischen Kinos. In den westdeutschen wurde er ab dem 22. März 1989 gezeigt. Außerdem wurde er unter anderem in den USA, Frankreich, Italien und der Tschechoslowakei gezeigt. 
In Deutschland, wie auch zuvor in den Niederlanden und den USA, wurde der Film 1997 auf DVD veröffentlicht. Auf dieser DVD-Version wird ein anderer Titel gezeigt als in der deutschen Erstfassung. Ein weiterer Titel dieses Films ist Bommel und das freche Drachenmonster. Die DVD wurde von Zabu's Zauberwelt veröffentlicht.